# Rokitna (dopływ Pilicy)
Rokitna – struga, lewy dopływ Pilicy o długości 17,55 km. 
Płynie na Mazowszu. Swój początek bierze w okolicy wsi Nowe Sadkowice, po czym kieruje się na południe i biegnie przez Sadkowice i Rokitnicę a w okolicach wsi Żdżary przepływa pod drogą łączącą Nowe Miasto nad Pilicą z Rawą Mazowiecką. Wpada do Pilicy w miejscowości Domaniewice.